# Флора Лещарова
Флора Костова Лещарова или Лещарева е българска просветна деятелка и революционерка, деятелка на Вътрешната македоно-одринска революционна организация.

## Биография
Тъй като е от много бедно семейство, учи на издръжката на българската община в Българското девическо класно училище в Битоля, където завършва IV клас. След това в 1897 година е назначена за учителка в българското класно училище „Свети Климент Охридски“ в Охрид. Жени се за българския учител Коста Лещаров. Става членка на ВМОРО и влиза в кръга революционерки около Славка Чакърова заедно с Василка Размова, Поликсена Мосинова, Константина Бояджиева, Клио Самарджиева, Атина Шахова, Аспасия Каневчева, Фания Шулева, Хрисанта Мискарова. Лещарева заедно с Бояджиева, Мискарова, Мосинова, Шулева и Самарджиева е десетар на организацията и изпълнява тайни мисии на Организацията просвещаване на жените в района. Участва в подготовката на въстанието и ушиването на шапки и дрехи за въстаниците, както и на революционното знаме на Охридската околия. Участва в пренасянето на оръжие пред Охридското езеро в къщата на Никола Русински – главния склад и хана на Талко Христевски в Месокастро, откъдето оръжието заминава по селата. Учителките укриват и четници, които зимуват в града. Същевременно създават и тайна болница, под ръководството на доктор Клеантис Матея.
При избухването на Илинденското въстание през лятото на 1903 година Лещарова заедно с другите учителки събира медни и оловни съдове за производство на куршуми и ги изпращат на Рашанец. Също така лекуват ранените четници. При потушаването на въстанието учителките са заловени в болницата, но каймакаминът албенец Мехмед бей не взима никакви мерки срещу тях, дори изказва съжаление, че ако е знаел, е щял да изпрати общинския лекар. След въстанието участва в събирането на жито за изхранване на бежанците от селата.
По време на освобождението на Вардарска Македония през Втората световна война, синовете ѝ Кръстю и Илия са назначени за кметове: Кръстю е кмет на Цапари от 3 септември до 20 октомври 1942 година, а Илия – на Старо Лагово от 4 октомври 1941 година до 26 декември 1943 година.
Умира след Втората световна война.